# A Família Barata
A Família Barata foi uma mini-série produzida pela RTP, e exibida em 1961, da autoria de Fernando Santos, e protagonizado por Raul Solnado.

## Sinopse
A Família Barata é uma mini-série protagonizada por Raul Solnado que interpreta o chefe duma família tipicamente portuguesa, que quer alugar uma casa de férias, envolvendo-se em peripécias até cumprir o objetivo.

## Elenco
- Raul Solnado - Barata
- Joselita Alvarenga - Mariquinhas Barata
- Maria Albergaria - Joaquina